# Lasioglossum lucidibase
Lasioglossum lucidibase là một loài Hymenoptera trong họ Halictidae. Loài này được Cockerell mô tả khoa học năm 1943.